# متشر (مقاطعة كلاردشت)
متشر (بالفارسية: مچر) هي قرية تقع في Kuhestan Rural District في إيران. يقدر عدد سكانها بـ 42 نسمة بحسب إحصاء 2016.